# Eucatagonium
Eucatagonium là một chi rêu trong họ Catagoniaceae.